# Maddaloni
Maddaloni ist eine italienische Gemeinde (comune) mit 36.768 Einwohnern (Stand 31. Dezember 2023) in der Provinz Caserta in Kampanien. Maddaloni liegt etwa fünf Kilometer südöstlich von Caserta und etwa 25 Kilometer nordöstlich von Neapel. Die Gemeinde liegt am Fuße der Tifata-Berge (Monti di Maddaloni). Die Gemeinde grenzt an die Metropolitanstadt Neapel.

## Geschichte
Die Stadt ist vermutlich im 8. Jahrhundert gegründet worden. Seit dieser Zeit sind Festungsanlagen nachweisbar. Nahe Maddaloni lag die antike Stadt Calatia. Ab 1465 gehörte die Herrschaft Maddaloni als Titularherzogtum der neapolitanischen Adelsfamilie Carafa.

## Sport
Die Stadt war mehrfach Etappenort des Giro d’Italia.

## Verkehr
Maddaloni wird von der Strada Statale 7 durchquert. Die Strada Statale 265 bildet eine Umfahrung von Nordost nach Südwest im Uhrzeigersinn. Südlich von Maddaloni verläuft die Autostrada A30 von Caserta Richtung Fisciano. Ein Bahnanschluss besteht sowohl für die Bahnstrecke von Caserta nach Benevento als auch nach Avellino.

## Persönlichkeiten
- Pietro Farina (1942–2013), Bischof
- Guerino Capretti (* 1982), deutsch-italienischer Fußballspieler und -trainer